# Речитатив
Речитати́в — музыкальная форма, не выдержанная в строгой метрической сетке, род певучей декламации. 
Воспроизводит ритмический и интонационный рисунок естественной речи. Текстовой основой речитатива может быть как поэзия, так и проза.
Различают виды речитатива:
- сухой (secco) и аккомпанированный (accompagnato);
- размеренный (a tempo);
- певучий (то же, что ариозо).

Во всех видах речитатива большое значение имеет правильная, осмысленная декламация.
В вокальной музыке барокко и венской классики использовались речитативы secco и accompagnato, позже различные виды речитатива нередко смешивались. 
В операх и ораториях речитатив обычно сопровождается сухим аккомпанементом и исполняет функцию связок между ариями. При этом в речитативах отражается драматическое действие, а в ариях - эмоциональная реакция персонажей на него.

## Сухой речитатив
Появился во второй половине XVII века в творчестве композиторов неаполитанской оперной школы. Певец поёт под аккомпанемент basso continuo, который реализуется обычно как последовательность аккордов (без орнаментики и мелодических фигур) и не выражает настроения, а только служит для указания певцу тональности и для подчеркивания знаков препинания. Аккорды берутся преимущественно там, где в речитативе есть перерыв. Иногда в промежутке между двумя фразами, имеющими перерыв, вставляется короткий ритурнель с фигурой, выражающей настроение. Такой речитатив имеет очень мало мелодического содержания. На каждый слог текста требуется только один звук. Форма такого речитатива неопределённая и находится в полной зависимости от текста. Певцом он исполняется свободно, не в темп. В отличие от арии, может передавать эмоции, сложные психические состояния.

## Речитатив accompagnato
Сложился также в конце XVII века, как и сухой речитатив. В отличие от сухого речитатива, где певца сопровождает лишь партия basso continuo (на органе, клавесине и др.), в речитативе accompagnato (итал. accompagnato, буквально «с аккомпанементом») заняты инструменты с выписанными партиями (вплоть до целого оркестра). Этот тип речитатива получил развитие в высоком барокко (пассионы И.С. Баха) и в музыке эпохи классицизма (оперы К.Ф. Глюка, А. Сальери и т.п.).

## Размеренный речитатив
Речитатив размеренный (a tempo) бывает в различном размере — 4/4, 3/4 и пр. Во время пения речитатива, не особенно богатого мелодией, аккомпанемент идёт сплошь, в виде аккордов, выдерживаемых или исполняемых тремоло. Проведенного мотива, то есть рисунка, в таком аккомпанементе нет. Форма неопределённая, чередование тональностей произвольное. На каждый слог приходится одна нота. Исполняется такой речитатив в темп и дирижируется сплошь.

## Певучий речитатив
Певучий речитатив (ариозное пение) — наиболее развитая форма речитатива. Вокальная партия отличается мелодическим содержанием. На один слог слова могут приходиться иногда два и более звука. Как и размеренный, этот речитатив не стеснен модуляционным планом. Форма чаще всего свободная. Музыкальное содержание аккомпанемента, в сравнении с предыдущими речитативом, богаче как в гармоническом, так и в ритмическом отношении; в нём проводится фигура (мотив). Стала наиболее популярна в XIX веке после вагнеровской реформы.
Пение, имеющее округленность и большую законченность, но лишённое коленного склада, называется ариозо. 